# Липсиус, Константин
Константин Липсиус (нем. Johann Wilhelm Constantin Lipsius; 20 октября 1832 — 11 апреля 1894) — немецкий архитектор и теоретик историзма из Саксонии.

## Биография
Родился 20 октября 1832 года. Был вторым сыном Карла Генриха Адельберта Липсиуса (нем. Karl Heinrich Adelbert Lipsius, 1805—1861) — преподавателя и позднее ректора лейпцигской школы святого Фомы. 
После окончания гимназии Константин Липсиус проходил обучение в инженерной школе в Дрездене, и позднее — в Академии изобразительных искусств под руководством Германа Николаи (нем. Georg Hermann Nicolai, 1811—1881), продолжавшего традиции Готфрида Земпера. По окончании учёбы он предпринял путешествие в Италию и во Францию, ознакомившись с работами Анри Лабруста, Шарля Гарнье и Эжена Виолле-ле-Дюка, и работал некоторое время в мастерской Жака Иньяса Гитторфа.
В начале 1860-х годов он принял участие в целом ряде региональных (саксонских) и национальных архитектурных конкурсов. При этом проект постройки нового здания для лейпцигского госпиталя святого Иоанна (реализовано в 1869—1872 годах) принёс ему титул королевского инспектора по строительству (нем. Königlicher Baurat). В 1874 году Константин Липсиус возглавил Объединение лейпцигских архитекторов и перенял руководство Строительно-инженерной школой в Лейпциге.
В 1877 году, видимо, вдохновлённый идеями Виолле-ле-Дюка, Липсиус начал комплексную реставрацию и реконструкцию лейпцигской церкви святого Фомы; его работа до сих пор считается уникальной в своём роде в Саксонии.
В 1870-х годах Константин Липсиус начал сотрудничество с архитектором Августом Хартелем (нем. August Hartel, 1844—1890), плодами чего стали новая церковь Св. Петра — один из редких образцов французской неоготики в Лейпциге, церковь Св. Иоанна в Гере и участие во втором конкурсе на постройку здания рейхстага.
После смерти Германа Николаи в 1881 году Липсиус занял должность профессора архитектуры в дрезденской Академии изобразительных искусств. В 1883—1894 годах по его проекту на террасе Брюля было выстроено новое здание Академии, вызвавшее у современников, однако, ожесточённую полемику и прозванное «соковыжималкой».
Скончался 11 апреля 1894 года в Дрездене, и был похоронен на городском троицком кладбище.

### Основные проекты
- здание биржи в Хемнице (1864—1867, снесено в 1922 году)
- вилла Кристиана Бернхарда Таухница, Лейпциг (1865)
- церковь в Вахау под Лейпцигом (1866—1867, руина)
- новое здание госпиталя св. Иоанна, Лейпциг (1867—1872, разрушено во Второй мировой войне)
- церковь св. Петра в Южном предместье Лейпцига (1877—1885)
- церковь св. Иоанна в Гере (1881—1884)
- здание Академии изобразительных искусств, Дрезден (1883—1894)

### Проекты реставрации
- городская церковь в Борне (1866—1868)
- собор св. Петра, Баутцен
- замок Пюхау (1873—1879)
- церковь св. Фомы, Лейпциг (1878—1889)
- «Золотой портал» фрайбергского собора (1883—1889)
- Золотой всадник (Дрезден), Дрезден (1884—1885)

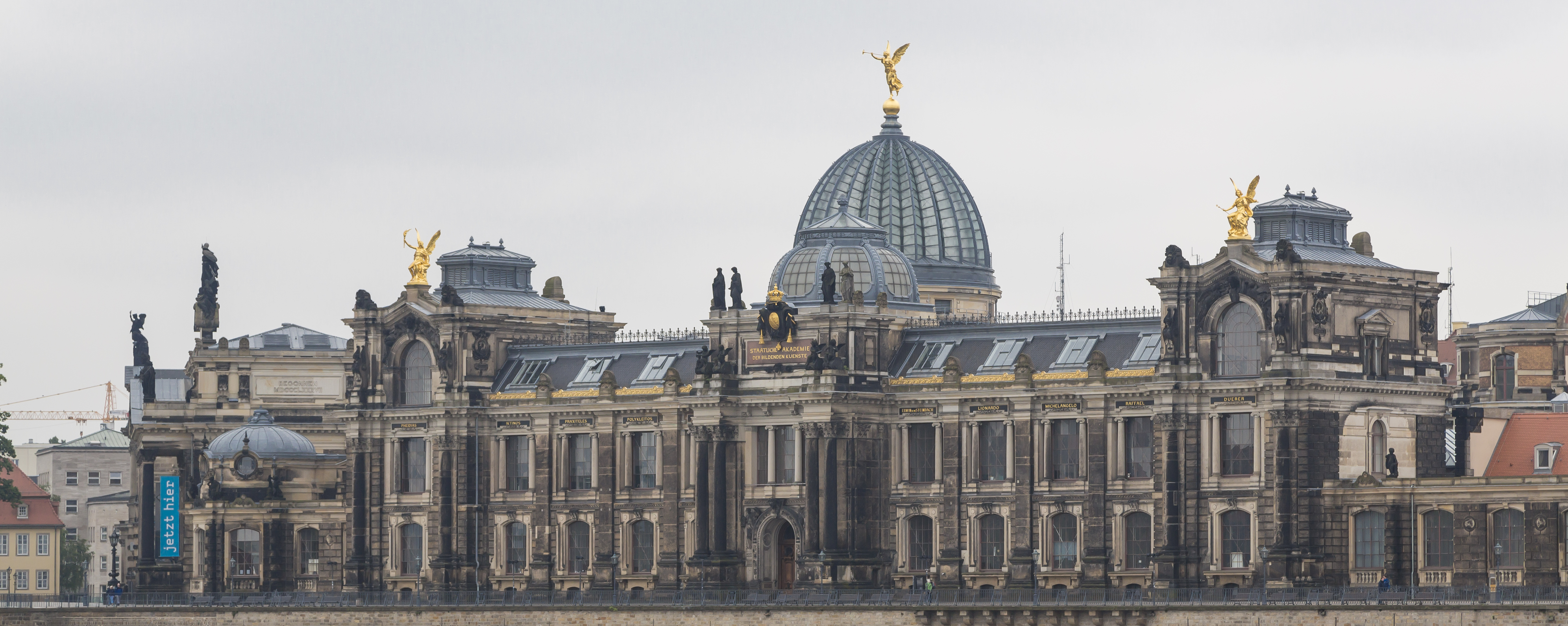
Академия изобразительных искусств, Дрезден[вд]
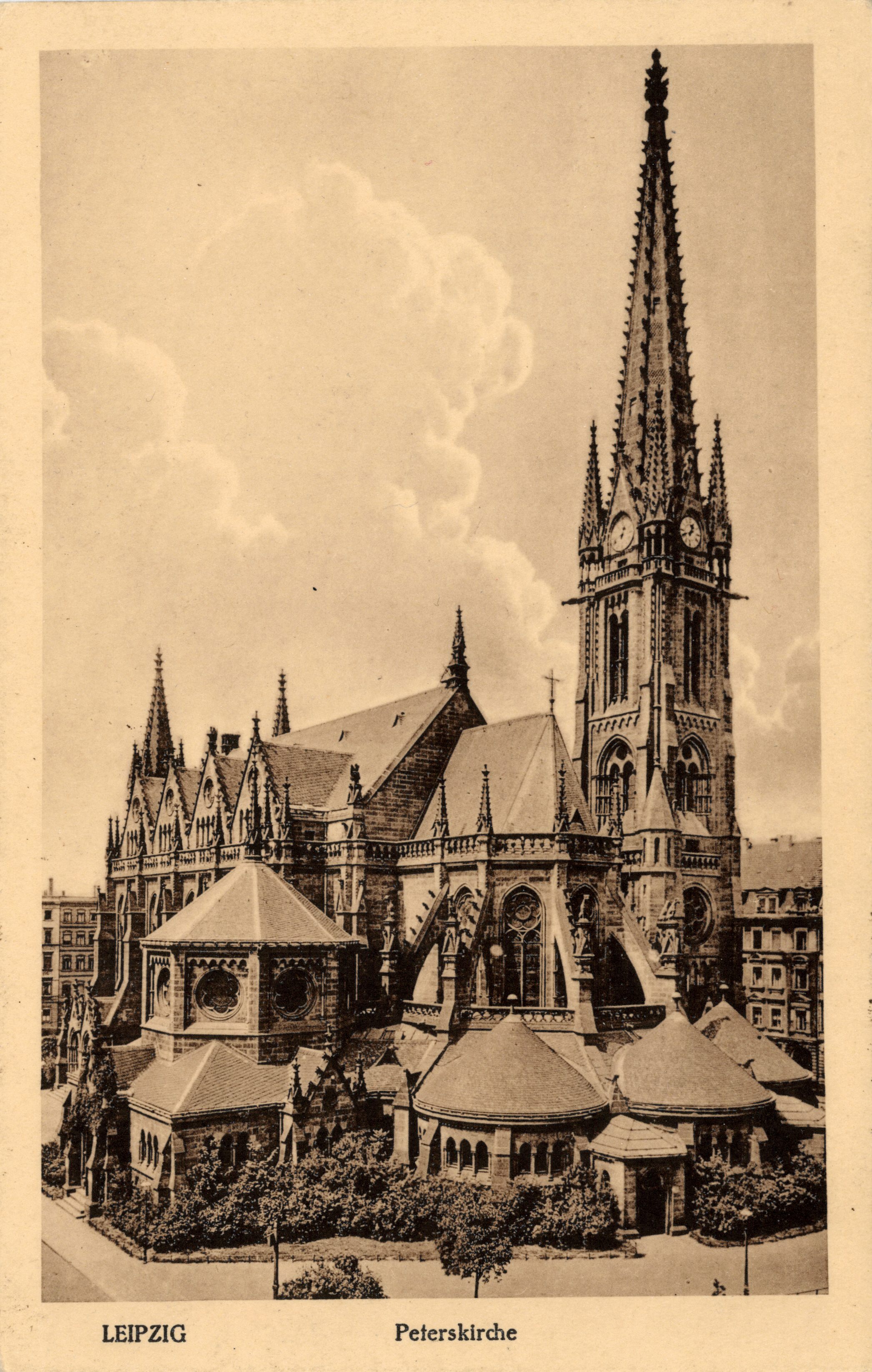
Церковь св. Петра, Лейпциг
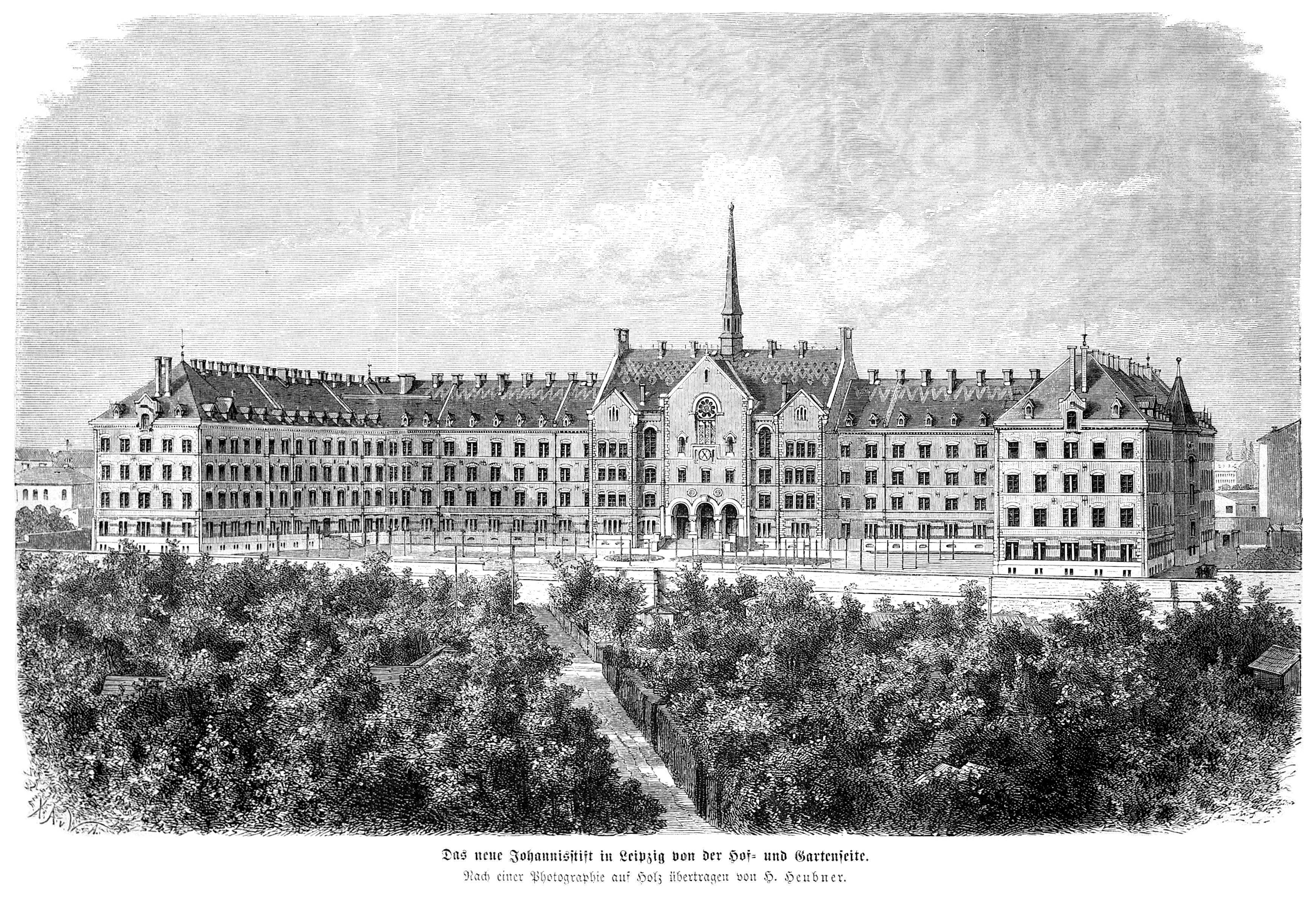
Госпиталь св. Иоанна, Лейпциг
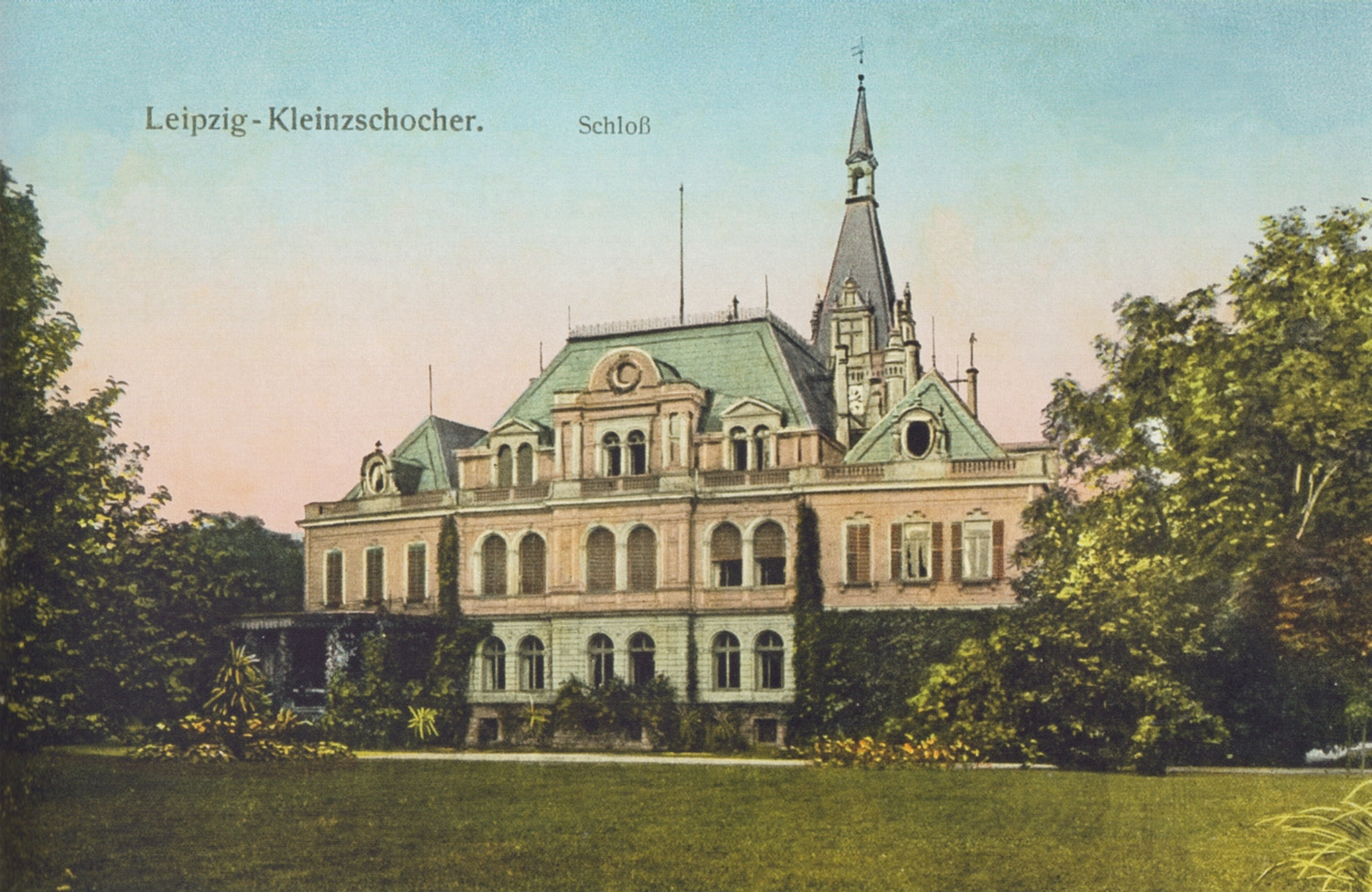
Вилла Таухниц, Лейпциг-Клейнчохер
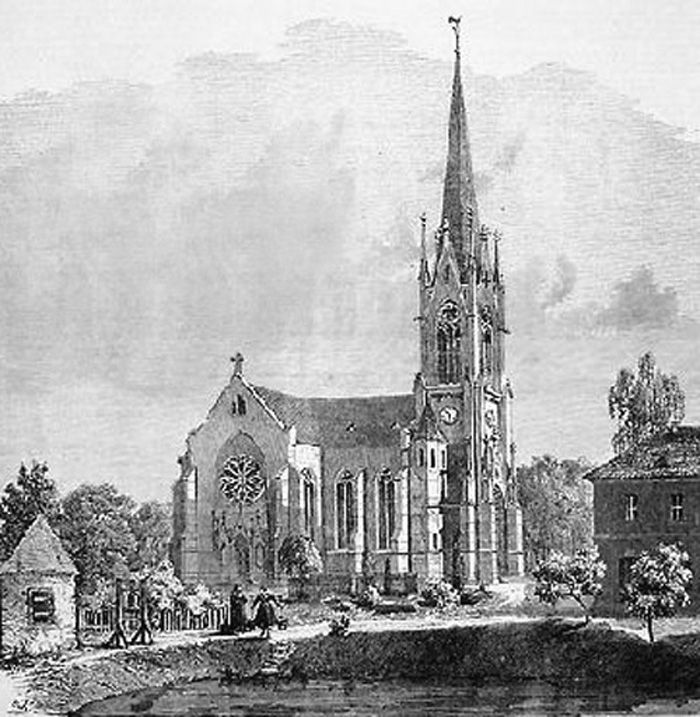
Церковь в Вахау